# デジタル・デビル物語 女神転生
『デジタル・デビル物語 女神転生』（デジタル・デビル・ストーリー めがみてんせい）は、日本のゲーム会社であるアトラス開発、ナムコ販売のファミリーコンピュータ用ゲームソフト。「ナムコット ファミリーコンピュータゲームシリーズ」第29弾として、1987年9月11日に発売された。
ゲーム誌『ファミコン通信』の「クロスレビュー」にて、FC版がシルバー殿堂入りを獲得した（後述の「#評価」を参照）。

## 概要
本作品の開発元であるアトラスが手掛ける「女神転生シリーズ」の第1作目であり、小説『デジタル・デビル・ストーリー 女神転生』（徳間書店、1986年、著：西谷史）を原作とする。同小説のメディアミックスプロジェクトの一環として制作されたが、登場人物と一部設定を借りた形で、原作小説の要素は最低限の内容となっている（後述「#開発」参照）。
のちのゲームシリーズでもディレクター・プロデューサーとして知られる岡田耕始の企画により、音楽は増子司、パッケージイラストはアニメーターの北爪宏幸、説明書のイラストは江崎稔が担当。
本作品の物語は、主人公の中島とパートナーの白鷺を通して、6つのエリアで構成された「飛鳥の大魔宮」を探索しながら各エリアを支配する「魔王」を倒し、女神「イザナミ」を囚えて人の世の支配を目論む闇の大魔王「ルシファー」討伐を目指す。
プレイヤーは、主人公・中島朱実が作ったソフトウェア「悪魔召喚プログラム」から「悪魔」を召喚して共闘していくが、この悪魔たちは、元々は敵として登場した討伐対象であり、様々な手法で「仲魔」として引き込む。この「仲魔」同士を「合体」させて、より強い仲魔を生み出してパーティーを強化させる（後述「#システム」参照）。
1990年、続編『デジタル・デビル物語 女神転生II』が、ファミリーコンピュータ用ソフトとして発売され、1995年には、同作品との2部作をリメイク・カップリングした『旧約・女神転生』が、スーパーファミコン用ソフトとして発売された（後述「#移植」参照）。

## あらすじ
1980年代後半。天才的なプログラミング技術を持つ高校生・中島朱実は、ひそかに「悪魔召喚プログラム」制作に没頭していた。自らプログラムを組みながらも、悪魔を召喚する目的が見つからない中島は稼動実験を躊躇していたのだが、いわれのない逆恨みで自分に危害を加えた生徒達に復讐するためプログラムを稼動、人間界に悪魔（デジタル・デビル）を召喚してしまう。しかし、それによって実体化した魔王ロキやセトは、中島の命令を無視して周囲の人間達を襲うようになってしまった。召喚者である中島自身にも危機が迫った時、彼を救ったのが転校生の白鷺弓子だった。彼女は日本創造の女神・イザナミ神の転生した姿だった。そして中島はその夫、イザナギ神の転生した姿であるという。前世からの深い因縁と絆によって結ばれていた二人は、熾烈な闘いの末に悪魔たちを撃退した。
一方、ロキやセトが倒されたことにより力の均衡が崩れた魔界では、大魔王ルシファーが人間界征服を目論み、その足掛かりとして飛鳥にあるイザナミ神の墳墓・白鷺塚の真上に大魔宮を建造し始めた。そして、一度は中島たちによって撃退されたロキとセトを復活させた上、イザナミ神をその玄室ごと魔宮に幽閉してしまった。
事態を知った中島と弓子は、囚われてしまったイザナミ神を救うため、そして復活してしまったロキとセト、大魔王ルシファー自身を倒すため、飛鳥の大魔宮に足を踏み入れる。

## 登場キャラクター

### メインキャラクター
ナカジマ / 中島 朱実（なかじま あけみ/デフォルト名/変更可）
本作の主人公。十聖高校の3年生。プログラマーとしての天賦の才に恵まれた美少年。日本創造神・イザナギ神の転生した姿でもある。
私怨と好奇心から、自ら組み上げた「悪魔召喚プログラム」を稼動、人間界に悪魔を召喚してしまった。
ハンドヘルドコンピュータを介して悪魔を仲間に引き込み、召喚・使役する能力を持っているが、魔法を使う事ができない。
ユミコ / 白鷺 弓子（しらさぎ ゆみこ/デフォルト名/変更可）
札幌から十聖高校に転入してきた少女。イザナギ神の妻・イザナミ神の転生した姿でもある。
盾が装備できないなど装備品は中島のものに比べて貧弱だが、さまざまな魔法（回復、補助系魔法が中心）を使用できる。
イザナミ
日本創造の女神。イザナギ神とは兄妹にして夫婦。自身と夫の転生である弓子と中島に助力し、悪魔達と戦うための力を与えた。
人間界征服の障害になると踏んだ大魔王ルシファーによって、白鷺塚の玄室ごと大魔宮に幽閉されてしまった。
ロキ
中島朱実によって人間界に召喚された最初のデジタル・デビル。奸智と美貌で知られた北欧神話の神。
一度は倒されたが、ルシファーの手により復活。ヴァルハラの回廊を支配している。
セト
ロキの次に出現したデジタル・デビル。エジプト神話最強の邪神でアピペなどの眷属を持つ。
中島と弓子によって辛くも撃退されたが、ルシファーの力で復活し、炎の腐海を支配している。
ルシファー
かつて天界で反乱を起こし、魔界に落とされた堕天使。人間界征服の足がかりとして、飛鳥の地に大魔宮を築きイザナミ神を幽閉した。

### サブキャラクター
ミノタウロス
ダイダロスの塔を支配する魔王。倒すと重要なアイテム「しず玉」を入手できる。
メデューサ
天空の街ビエンを石に変え支配する魔王。分身である「メデューサの影」を作り出す能力を持つ。
自分の支配エリアに「メデューサ・カンパニー」と名付け、FC版では石化攻撃が「コンクリートをまく」となっている。
ヘカーテ
マズルカの回廊を支配する魔王。「ラトスの像」がないと姿を現さないので直接攻撃が通じない。
ガル
天空の街ビエンの副門番。失くした自分の盾を持ってくると、こっそりと門を開けてくれる。
ドル
天空の街ビエンの正門番。ガルより気難しくビエンを救わないと相手にしてくれない。
ビエンの長老
天空の街ビエンの長老。魔王メデューサを倒した後に会うと所持金と同額のマッカをくれる。
リック
ヴァルハラの回廊の地下牢に閉じ込められている。中島の「強さ」が一定値以上あると助ける事ができ、今仲魔にしている悪魔よりランクの高い仲魔に変身する。彼が持っていた腕輪はある重要なアイテムを取るために必要。
ガイア
マズルカの回廊にいる男。銀のレリーフを売りつけてくるが、まず所持金の2/3を対価として提示し、承諾すると所持金全額に釣りあげてくる。
ルース
炎の回廊にいる、小瓶に閉じ込められた悪魔。「怪しい場所」を感知する力がある。

## 開発
先述「#概要」の通り、本作品は、小説『デジタル・デビル・ストーリー 女神転生』（徳間書店、1986年、著：西谷史）発売に伴うメディアミックスの一環である。
原作小説第1巻の発売と同年、テーカン元社員の原野直也らによって設立されたアトラスだったが、原野と原作者の西谷が旧知の仲であったこともあって本企画に参入する。同社側で「女神転生」の商標登録を済ませ、ナムコがパブリッシャーに決定後、のちに「女神転生シリーズ」のディレクター・プロデューサーともなる岡田耕始が企画に携わった。岡田にとっては、テーカン在職時からの念願であったRPG作品の開発であり、『Wizardry』（サーテック）や『Ultima』（オリジン）のようなRPGを目指した意欲作である。
岡田による初期構想では、攻略に50時間以上を費やすマップ上にメリハリのあるイベントの投入を考えていたが、容量不足から当初の半分以上を削ることになった。ただし、落とし穴やターンテーブル（主人公達が進む方向を変えてしまう床）が仕掛けられたダンジョン、一人称視点の迷いやすい画面、現在地周辺の限られた範囲のマップ、オートマッピングはできないなど、高難易度の作品となったことはほぼ目論見通りとしている。
物語は、飛鳥地方に出現した「大魔宮デビルポリス」に乗り込むという内容で、原作小説第1巻『デジタル・デビル・ストーリー 女神転生』、第2巻『デジタル・デビル・ストーリー 魔都の戦士』以降の時系列とされる。また、第3巻『デジタル・デビル・ストーリー 転生の終焉』とは、パラレルワールドの関係でもあるが、厳密には第1巻・第2巻とも繋がらない部分が多い。本作品の開発にあたって、原作サイドからは、予めの「自由にやってください」という言の通り、異議はなかったものの、ゲームとしてのオリジナリティにもこだわった作品として開発されたことには、この当時、注目を集める。
ゲームシステムにおいては、作中の魔法体系のうち、火炎を扱うスキル名が「ボット」・「ガボアット」であるなど、のちのゲームシリーズと比較すると馴染みない設定も混在する。一方で、アトラス創業メンバーの1人である上田和敏を中心とした案によるシステムとして、悪魔を「仲魔」とするための交渉、「仲魔」同士を合体する「悪魔合体」など、のちのゲームシリーズに繋がる要素が本作品で確立されていたともされる。この当時のゲーム作品では、敵として登場するモンスターは倒すだけの存在に過ぎなかったこともあり、モンスターにあたる悪魔を仲間に引き入れて共闘すること自体が斬新なものであった。戦闘システムにおけるオート機能も本作品が先駆とされるほか、『ドラゴンクエスト』（FC用、エニックス、1986年）をはじめとした剣と魔法の西洋ファンタジーが主流のRPG作品の中でも、現実世界を元としていることも斬新な要素とされる。
音楽面では、増子司によるロックサウンドも印象的であった（後述の「#音楽」参照）。
なお、岡田の企画書のやり残しのためにも、原作者の西谷から許諾を得た上で、続編『デジタル・デビル物語 女神転生II』（FC用、ナムコ、1990年）の開発へと繋がる。

## 音楽
増子司が作曲・編曲し、Project SATANが演奏。 FC用ゲーム特有の“ピコピコ音”とは一線を画したロックサウンドとなっており、クラシック調のBGMが多い当時のゲームサウンドにおいて、本作は珍しい存在であった。これは、前述の通り、ナムコがパブリッシャーとなった恩恵に、当時、同社が任天堂との業務提携でディストーション機能のついた音源チップを使えたことが大きく、「（本作品の）ディストーション・ノイズは、ナムコのチップでしか鳴らせなかった」という。
以下の曲名は本作サウンドトラック（後述）に「召喚盤」（原曲ベースの収録、詳細は後述）の曲名として記載された表記に倣ったもの。
| 曲名               | 使用場面               | 備考                                                           |
| ------------------ | ---------------------- | -------------------------------------------------------------- |
| Step Up            | ステータス画面         |                                                                |
| MICOM              | ミコンの街             | サントラ32曲目。3曲目の「MICOM(D.B.)」は『II』でのもの。       |
| DAEDALUS           | ダイダロスの塔         | サントラ33曲目。5曲目の「DAEDALUS(D.B.)」は『II』でのもの。    |
| Battlefield        | 通常戦闘               | サントラ34曲目。6曲目の「Battlefield(D.B.)」は『II』でのもの。 |
| VIEN               | ビエンの街             |                                                                |
| 窓明り             | 辺境の店               | サントラ36曲目。4曲目の「窓明り(D.B.)」は『II』でのもの。      |
| Spirit Of Fountain | 回復の泉               |                                                                |
| VALHALLA           | ヴァルハラの回廊       |                                                                |
| Power Attack       | 対ボス戦闘             |                                                                |
| MARSLUKA           | マズルカの回廊         |                                                                |
| 祈り               | 邪教の館               |                                                                |
| Hellfire           | 炎の腐海               |                                                                |
| IZANAMI            | イザナミの玄室         |                                                                |
| 三つの珠           | イザナミ救出           |                                                                |
| ANFINI             | アンフィニ宮殿         |                                                                |
| Last Battle        | 最終ボス               |                                                                |
| IZANAMI II         | エピローグ             |                                                                |
| Recollections      | クロージングクレジット |                                                                |

### サウンドトラック
1991年12月16日、次作である『デジタル・デビル物語 女神転生II』のBGMとカップリング収録したサウンドトラック『女神転生I・II 召喚盤・合体盤』が、ビクター音楽産業より発売された（品番VICL-40029・30）。
「召喚盤」は前述のとおりゲーム本編で流れた原曲＝オリジナルをベースとして収録したもの。8台のファミコン実機を同時接続して一音源ずつレコーディングする手法が採用されており、厳密にはゲーム曲そのものとは異なるが、実機で鳴る曲よりも音色が豪華になっている。「合体盤」は米光亮が編曲を担当したアレンジ曲集で、曲名が「原曲名 〜 新規和名」（例：「MICOM 〜 出発」、「Battlefield 〜 戦場」など）のような文体になっている点で異なる。今日では合体盤の曲名で原曲（召喚盤）を言い表している誤用・混同も見られる。
ライナーノーツには、開発者である金子一魔（現・金子一馬）やゲームライター・成沢大輔らの対談やゲーム業界人のメッセージ、『真・女神転生』のコミカライズ版を描いた御祗島千明による漫画なども掲載された。

### その他
ゲーム雑誌『Beep』1987年11月号付録のソノシートにて、「Hellfire」「Bloody Sabbath」「Recollection（回想）」3曲のアレンジが収録された。このうち「Hellfire」は、ナムコ提供の深夜ラジオ番組『ラジオはアメリカン』にて、本作CMのBGMにも使われた。

## システム

### ステータス
ゲームスタート直後、オール5ポイントの基本パラメータを持った主人公二人に、ステータスポイントが15ずつ与えられ、それぞれを自由に割り振ることができる（カッコ内は携帯電話版での表記）。
- つよさ（体） - 耐久力に影響
- ちりょく（知） - 魔法関連、敵を仲魔にする会話の成功率に影響
- こうげき（強） - 攻撃力に影響
- きびんさ（速） - 戦闘時の攻撃順、物理防御力に影響
- うん（運） - 先制攻撃の確率、逃走の成功率などの運に関わる

その後は、戦闘に何度か勝利し経験値を一定値貯めることでレベルアップし、その度に1ポイントずつ割り振ることができる。プレイヤーの方針によって「攻撃力の高い肉弾攻撃タイプ」、「体力が高いタフなタイプ」、「平均的なバランスタイプ」など自由に育成できる。能力値の最大は各20で、全ての能力値が最大になるレベル61が最高レベル。なお、経験ポイントは中島と弓子で共有しており、どちらか一方がDEADになっていたとしても、双方が同時にレベルアップする（SFC版では個別管理）。

### 仲魔
敵の悪魔が1体だけの時は中島のCOMP（コンピュータ）で話すことで勧誘することができる。悪魔はアイテムやマグネタイト、マッカを要求し、これに応じれば仲魔（仲間の悪魔）になってくれることがある。ただし、敵の種族によっては絶対に仲魔にならないものもいる。1種類につき1体までしか仲魔にできず、既にストックにいる悪魔に話しかけても挨拶をして去っていくだけである。
仲魔は7体までストックすることができ、同時に3体まで召喚してパーティーに入れることができる。ただし仲魔を召喚するにはマッカ（魔界で流通している貨幣）が必要で、仲魔を召喚している間は歩くごとに抗体ポイント（こうたいポイント、CP）に応じたマグネタイト（悪魔が肉体を維持するのに必要な物質）を消費する。召喚に必要なマッカ、抗体ポイントは共にレベルの高い悪魔ほど高くなるため、これらのコストの管理も重要。
悪魔合体
仲魔は経験値でのレベルアップはしないが、街にある邪教の館で2体の悪魔を合体させることで別の悪魔を生み出すことができる。ただし、主人公のレベルが目的とする悪魔より低いと扱えず、合体させることはできない。中には合体でしか仲魔にならない強力な悪魔もいる。また、合体後「ドリアード」という悪魔になる組み合わせには、組み合わせ表に記号が1つ割り当てられている。邪教の館に入っても、ステータス異常のある仲魔がいると合体はできず、そちらの治療が優先される。
エンカウント
ダンジョン内を歩いていると敵と遭遇することがある（ランダムエンカウント型）。先制攻撃を受けることもあるが、先ずは「たたかう」「にげる」のコマンド選択が現れ、「たたかう」を選ぶと戦闘に移る。「にげる」に成功すると戦闘を回避して1ブロック後退する(FC版は後退しない)が、失敗すると攻撃を受けてから再び「たたかう」「にげる」のコマンド選択に戻る。また、背後が壁だったり相手がボスだったりすると「にげる」は確実に失敗する。

### 戦闘
「こうげき（ATTACK）」、「まほう（MAGIC）」、「まもる（DEFEND）」といったコマンドを選択する非リアルタイム型。このとき「AUTO」コマンドを入力すると、敵か味方かのどちらかが全滅するまで「こうげき」を繰り返す高速戦闘になる（Bボタンでキャンセルできる。また、敵方のみ魔法や特殊攻撃も使ってくる）。また、中島がCOMPで「はなす（TALK）」ことで、前述の悪魔との交渉に入ることもできる。交渉に失敗して攻撃を受けると強制的に戦闘に突入する。コマンド入力の後、一通り行動が終わると1ターン終了し、双方が残っていれば再び「たたかう」「にげる」のコマンド選択に戻る。
ゲームオーバーとコンティニュー
中島と弓子の両方がDEADになると仲魔が生き残っていてもGAME OVERになるが、直後にタイトル画面からCONTINUEを選べば経験値、レベルなどはそのままでミコンの街から再開できる（ペナルティとしてマッカは半分、ほう玉はゼロになる）。GAMEOVER時はそのエリアのボスが主人公たちを罵る専用のメッセージが表示される。
パスワードとセーブ
FC版は記憶媒体が無かったためセーブをすることができなかった。そのため、街の長老から教えてもらうパスワードをメモし、電源再投入時に同じパスワードを入力することで前のプレイ状態を再現するシステムだった。SFC版「旧約・女神転生」は長老の元でセーブが可能になり、携帯電話版はどこでもセーブが可能になっている。
マッピング
3D迷路は迷いやすいため、FC版の説明書では方眼紙に独力でマッピングすることが推奨されていた。弓子が初期に覚えるマッパーの魔法で周囲縦5＊横3ブロックのマップを表示させることができる（ただし、部分的にダークゾーンという表示不可能なエリアもある）。この魔法によるマップ表示は向いている方向が上になり、またマップの外壁の先に偽のマップが描画されることもあるため、当時は戸惑う人も多かった。
「旧約・女神転生」および携帯電話版は、歩いた場所が自動的にマップに記載されるオートマッピング機能が追加されている。
魔法
パートナーの弓子や悪魔はMPを消費して魔法を使うことができる。本作の魔法は「女神転生II」以降のものと比べると名前が大きく違っているが、魔法体系などは後のシリーズの基盤が見て取れる。

### 攻撃魔法
サイ系
念動力で敵を攻撃する魔法系統。
- サイ、サイコ、サイキック、サイクロン

ボット系
炎で敵を攻撃する魔法系統。
- ボット、ボットラー、ボアットナ、ガボアット

ブリズ系
冷気で敵を攻撃する魔法系統。敵を「FREEZE」状態にして、身動きを取れなくする効果もある。
- ブリズ、ブリザー、ブリザドン

カンデ系
電撃で敵を攻撃する魔法系統。敵を「SHOCK」状態にして、身動きを取れなくする効果もある（FC版はSHOCK状態無し）。
- カンデ、カンデオン

ハマ系
聖なる破魔の力で敵を攻撃する魔法系統。魔王に効果的であり、携帯アプリ版では絶大と言うべき威力を発揮する。
- ハマ、ハッケ、ハキョウ

### 補助系魔法
ドルミン
幻影を作り出して敵を「CLOSE」状態にする。
プリンパ
敵を混乱状態「CLOSE」にする。
ノップ
敵を金縛り状態「CLOSE」にする。
マリンカリン
敵を魅了状態「CLOSE」にする。
グッスリト
敵を眠らせ「SLEEP」にする。
ハイパー
仲間の精神力を高めることで、その戦闘中に限り攻撃力を上昇させる。
テトラジャ
エナジードレイン（「ニヤリ」と笑ってこちらのレベルを下げる）を防ぐ。
エトナ
相手の魔法を封じ込める。
キュマ
相手からMPを吸収する（敵のみ使用可能）。

### 治癒魔法
メディ
仲間一人のHPを回復する。
メディカ
仲間全員のHPをある程度回復する。
メディカル
HPを最大限回復する。
パッチ
催眠攻撃を受け「CLOSE」「SLEEP」状態になった仲間を目覚めさせる。
クリンク
DEAD以外の状態異常を回復させる。
リカーム
DEAD状態の仲間をHP1で復活させるが、失敗することもある。

### 特殊魔法
サバト
コンピュータを使わずに仲魔をストックから召喚できる。
スワードナ
パスワードを見ることができる（SFC版・携帯電話版では削除）。
スタルト
スタート地点のミコンの街に戻る。
マッパー
周辺の地図を見ることができるようになる。とある場所で使うと…。

## 用語
大魔宮デビルポリス
大魔王ルシファーが飛鳥・白鷺塚の真上に建造した広大な迷宮。大きく6つのエリアに分かれている。
ダイダロスの塔
魔王ミノタウロスが支配している8階建ての塔。最上階にあるミコンの街に大魔宮の入口がある。
辺境の店
武器、防具が購入できる。
回復の泉
パーティーのHP,MPが回復できる（SFC版では状態異常の治療も可能）。
邪教の館
悪魔合体、状態異常の治療ができる（SFC版では合体のみ）。死んだ仲魔を蘇生させることもできるが、まれに失敗してロストすることがあり、その際には「○○（仲魔の名前）はきえた」と表示される。
街の長老
パスワードを聞ける（SFC版ではセーブ）。
天空の街ビエン
魔王メデューサによって、住民を含めた街の全てが石にされてしまった街。
このエリアを解放することによって、ヴァルハラ・マズルカ・アンフィニの3エリアに直接移動できるようになる。
ヴァルハラの回廊
魔王ロキが支配しているエリア。ダイダロスの塔とマズルカの回廊を結ぶ2階建ての回廊。
ラグの店
マッカには興味のない店主が経営している。アメジストと交換で色々なものを手に入れることができる。ちなみに宝石と交換で色々なアイテムを手に入れられる店は後のシリーズにも様々な形で登場する。
マズルカの回廊
魔王ヘカーテが待ち受けているエリア。西の斜塔と東の回廊に分かれている。
炎の腐海（ほのおのふかい）
エリア全体が地獄の炎で包まれており、歩くだけでダメージを受ける最大の難所。魔王セトが支配している。
アンフィニ宮殿
大魔王ルシファーが待ちうけている広大な宮殿。青の大広間と赤の塔に分かれている。

## 評価
当時のRPGは、『ウィザードリィ』（1981年）や『ドラゴンクエスト』（1986年）など中世ファンタジーものが多かった中、（当時の）現代を舞台としている点や、「学生（高校生）の男女が迷宮に挑む」というシチュエーション、そして先述の「仲魔システム」・「悪魔合体システム」などが敵と戦うだけでは無い多様性と奥深さを与え、斬新という評を得た。また、当時のファミコンRPGには珍しく、悪魔のグラフィックの一部がアニメーションで描かれている。さらに広大な3Dマップで形成された魔宮には様々な強敵・謎・トラップが用意されており、ファミコン用ゲームとしては屈指の高難易度としても知られるようになった。
- ゲーム誌『ファミコン通信』の「クロスレビュー」では、8・8・8・7の合計31点（満40点）でシルバー殿堂入りを獲得[13][10]、レビュアーは「悪魔を仲間に引き入れ、さらにはその悪魔同士を合成させてより強い悪魔を仲間にするという発想は、はっきりいって新しい」などと革新性に対して肯定的に評価している[13]。

- ゲーム誌『ファミリーコンピュータMagazine』の読者投票による「ゲーム通信簿」での評価は以下の通りとなっており、24.40点（満30点）となっている[1]。また、同雑誌1991年5月10日号特別付録の「ファミコンロムカセット オールカタログ」では、「悪魔合成が画期的なRPG」と革新性を評価し、「3Dダンジョンというのは迷いやすいものだが、このゲームではマッパーという魔法を使うことによって、ウィンドウに回りの様子が2Dマップで表示されるという便利な機能が付いている」、「登場するモンスターの多様さは他のRPGに類を見ないだろう」とシステム面やキャラクターに関しても肯定的に評価している[1]。

| 項目 | キャラクタ | 音楽 | 操作性 | 熱中度 | お買得度 | オリジナリティ | 総合  |
| 得点 | 4.30       | 4.04 | 3.88   | 4.27   | 4.00     | 3.91           | 24.40 |

- ゲーム誌『ユーゲー』においてライターの榎本正幸は、本作の悪魔合体システムに関して「敵として出現した悪魔を『交渉により、味方に引き込むことが可能』というシステムは、『敵=悪=殺す』で成立していた『女神転生』前の勧善懲悪的世界観を完全に破壊した」と、ゲームシステムや世界観設定に関して肯定的に評価している[11]。

- ゲーム誌『CONTINUE』においてライターの天野譲二は、「当時のファミコンRPGの中では、ダークで異色づくしだった」と世界観に関して肯定的に評価、「決められたスパースいっぱいに描かれている悪魔たちは妙にキュートで、続編の悪魔たちよりも印象深い」とキャラクター造形に関しても肯定的に評価している[12]。

## 移植・リメイク

### 移植
本作品の移植は以下の通り。
| No. | タイトル                           | 発売日        | 対応機種                        | 開発元     | 発売元                             | メディア                        | 型式 | 備考                                                                                         |
| --- | ---------------------------------- | ------------- | ------------------------------- | ---------- | ---------------------------------- | ------------------------------- | ---- | -------------------------------------------------------------------------------------------- |
| 1   | - デジタル・デビル 物語 - 女神転生 | 2004年2月26日 | FOMA900iシリーズ （iアプリ）    | アトラス   | ビービーエムエフ                   | ダウンロード （メガテンα）      | -    | アトラスモバイルコンテンツとして配信。基本的にはファミコン版の要素を生かした「完全移植版」。 |
| 2   | - デジタル・デビル 物語 - 女神転生 | 2004年12月1日 | ボーダフォンライブ! （Vアプリ） | アトラス   | ビービーエムエフ                   | ダウンロード （アトラスV-net）  | -    |                                                                                              |
| 3   | - デジタル・デビル 物語 - 女神転生 | 2005年9月29日 | BREW対応端末 （EZアプリ）       | アトラス   | ビービーエムエフ                   | ダウンロード （アトラスweb-EZ） | -    |                                                                                              |
| 4   | - デジタル・デビル 物語 - 女神転生 | 2020年8月20日 | Nintendo Switch                 | [ 注釈 3 ] | バンダイナムコエンターテインメント | ダウンロード                    | -    | 「ナムコットコレクション」の追加DLC。 ファミコン版の移植。                                   |

携帯電話（フィーチャーフォン）版
FC版との変更点としては、どこでもセーブ、オートマッピング機能、デビルアナライズ機能などを追加し、グラフィック・BGMも改良され、追加ダンジョン「シュオル聖塔」が出現、原作小説の登場人物と共闘できるようになった。このほか、テキストが漢字かな混じり文になり、戦闘中に「GEM」コマンドで「宝玉」が使用可能。
Nintendo Switch（ナムコットコレクション）版
基本的にオリジナル版そのままだが、『ナムコットコレクション』自体の機能として、ゲーム中いつでも「セーブ」（ステートセーブ）可能（最大で4ヶ所）。

### リメイク
本作品の続編『デジタル・デビル物語 女神転生II』（ファミリーコンピュータ用、ナムコ、1990年）も発売されたのち、同作品との2部作をリメイク・カップリングした『旧約・女神転生』（スーパーファミコン用、アトラス、1995年）が発売された。同作品も移植されている。

## その他

### 他シリーズとの関連性
- GBA版『真・女神転生』にて、主人公が飼っているハスキー犬のパスカルは「ナカジマ」という人物から渡された事がビジョナリーアイテム（ゲーム内のアイテム）で判明する。
- 「女神転生シリーズ」の派生作品『ペルソナ3』における「隠者（の）コミュ」において、主人公（プレイヤー）は「N島」、とある相手は「Y子」というハンドルネームを名乗る[注釈 4]。

### クリア後
クリア後、数分待つと、「しかし…」と表示される。この状態で電源ボタンを切らずにリセットボタンを押してゲームを始めると、敵悪魔が強化されたり、店やアイテムの場所が変更されている状態になっている。

### テレビCM
『さんまの名探偵』（1987年）から始まった吉本興業の芸人を起用したナムコのシリーズCM6本のうちの1本。ナムコのコールセンター係員である西川のりおが『デジタル・デビル物語 女神転生』の（ゲーム中のヒント等の質問）電話に怯え、同僚の島田紳助がそれをなだめるコント形式の内容。同じくナムコから2ヶ月前に発売されていた『ドラゴンスレイヤーIV』（1987年）のCMが、ゲーム自体の難易度が高いためにヒント等を求め次々にかかってくる質問電話に答え、全員がパニック状態に陥るという内容だったことを受けての続編である。最後は一斉に電話が鳴って、紳助らが逃げ出すというオチになっている。当時の吉本興業の人気芸人数人を起用(明石家さんまは『さんまの名探偵』の開発、発売の経緯から出演を拒否)したため、出演費が高騰し｢抱き合わせ｣として本作と『ドラゴンスレイヤーIV』等のCMを企画、撮影、放送に至った経緯があった。